# Хедстрём, Эльтон
Йенс Даниэль Эльтон Хедстрём (швед. Jens Daniel Elton Hedström; род. 11 июля 2003) — шведский футболист, нападающий «Броммапойкарны», на правах аренды выступающий также за «Хаммарбю Таланг».

## Клубная карьера
На юношеском уровне выступал за «Эрсмарк» и «Умео». За команду академии последнего выступал во втором шведском дивизионе. Осенью 2023 года переехал в США, где изучал информатику в Южном методистском университете в Далласе, а также играл за местную команду в студенческой лиге. Летом 2024 года вернулся в Швецию, где присоединился к «Шеллефтео».
В январе 2024 года перешёл в «Хаммарбю Таланг», фарм-клуб «Хаммарбю», подписав контракт, рассчитанный на три года. В августе того же года на правах аренды до конца сезона перешёл в финский ЕИФ. В его составе 4 августа дебютировал в  чемпионате Финляндии во встрече против «Хаки», выйдя на замену на 56-й минуте. В общей сложности за финский клуб провёл 8 матчей и окончании аренды вернулся в Швецию.
8 июля 2025 года перешёл в «Броммапойкарну», с которой подписал контракт на четыре года. На правах аренды до конца года вернулся в «Хаммарбю Таланг». По соглашению между клубами до конца 2025 года мог выступать за обе команды.

## Клубная статистика
| Выступление      | Выступление      | Выступление      | Лига | Лига | Кубки | Кубки | Конт. кубки | Конт. кубки | Итого | Итого |
| Клуб             | Лига             | Сезон            | Игры | Голы | Игры  | Голы  | Игры        | Голы        | Игры  | Голы  |
| ---------------- | ---------------- | ---------------- | ---- | ---- | ----- | ----- | ----------- | ----------- | ----- | ----- |
| Академия Умео    | Дивизион 2       | 2021             | 26   | 7    | 0     | 0     | 0           | 0           | 26    | 7     |
| Академия Умео    | Дивизион 2       | 2022             | 7    | 5    | 0     | 0     | 0           | 0           | 7     | 5     |
| Академия Умео    | Итого            | Итого            | 33   | 12   | 0     | 0     | 0           | 0           | 33    | 12    |
| Шеллефтео        | Дивизион 2       | 2023             | 24   | 22   | 1     | 0     | 0           | 0           | 25    | 22    |
| Шеллефтео        | Итого            | Итого            | 24   | 22   | 1     | 0     | 0           | 0           | 25    | 22    |
| Хаммарбю Таланг  | Дивизион 1       | 2024             | 11   | 1    | 0     | 0     | 0           | 0           | 11    | 1     |
| Хаммарбю Таланг  | Дивизион 1       | 2025             | 14   | 10   | 0     | 0     | 0           | 0           | 14    | 10    |
| Хаммарбю Таланг  | Итого            | Итого            | 25   | 11   | 0     | 0     | 0           | 0           | 25    | 11    |
| → ЕИФ            | Вейккауслига     | 2024             | 8    | 0    | 0     | 0     | 0           | 0           | 8     | 0     |
| → ЕИФ            | Итого            | Итого            | 8    | 0    | 0     | 0     | 0           | 0           | 8     | 0     |
| Всего за карьеру | Всего за карьеру | Всего за карьеру | 90   | 45   | 1     | 0     | 0           | 0           | 91    | 45    |